# Wincenty Korab-Brzozowski
Wincenty Korab-Brzozowski, pseudonim Wincent de Korab (n. 1877, Latakia, în Siria—d. 3 aprilie 1941, Varșovia) a fost un poet polonez care a scris atât în limba poloneză cât și în limba franceză. Wincenty a scris și proză poetică (mai puțin) și a fost și traducător din literatura franceză și cea orientală.
La un moment dat poetul a fost asociat în special cu boema cracoviană a mișcării Tânăra Polonie și a cercului lui Stanislaw Przybyszewski. Din momentul în care a izbucnit primul război mondial până în prezent, opera lui Wincenty Korab-Brzozowski a căzut într-o uitare aproape totală. El este perceput ca un reprezentant al simbolismului polonez la sfârșitul perioadei parnasianismului.
Wincenty a scris o serie de sonete în cinstea fratelui său Stanislaw Korab-Brzozowski care a murit prematur și care a fost unul dintre cei mai mari și mai importanți poeți ai mișcării Tânăra Polonie. Tatăl celor doi, Karol Brzozowski, a fost un poet romantic al Insurecției poloneze din Ianuarie.

## Viața
Wincenty Korab-Brzozowski a trăit o viață boemă după modelul lui Rimbaud, Paul Gauguin și Van Gogh. A călătorit foarte mult, în special în Orientul Mijlociu (Turcia, Israel), Orientul Îndepărtat pentru ca la sfârșitul vieții sale să se stabilească în Polonia, la Varșovia.

## Opera
Wincenty Brzozowski a fost alături de Anthony Lange poetul polonez care a cultivat filozofia budistă, credința și tradiția Orientului Îndepărtat și Mijlociu.

## Traduceri din poeți străini
- Eryfilia și poziția, Jean Moreas
- Somn negru, ca o piatră ..., Paul Verlaine
- Divan, Minutszera
- Mimi, Marcel Schwob
- Centaur, Maurice de Guérin
- Cartea de Nimic, Omar Chajjama
- Profetul Isaia, Ismy'ila Shaykh Abu "Abdu'llaha Ansari